# Tetragnatha kochi
Tetragnatha kochi är en spindelart som beskrevs av Tord Tamerlan Teodor Thorell 1895. Tetragnatha kochi ingår i släktet sträckkäkspindlar, och familjen käkspindlar. Inga underarter finns listade i Catalogue of Life.